# Eckfleck-Bürstenspinner

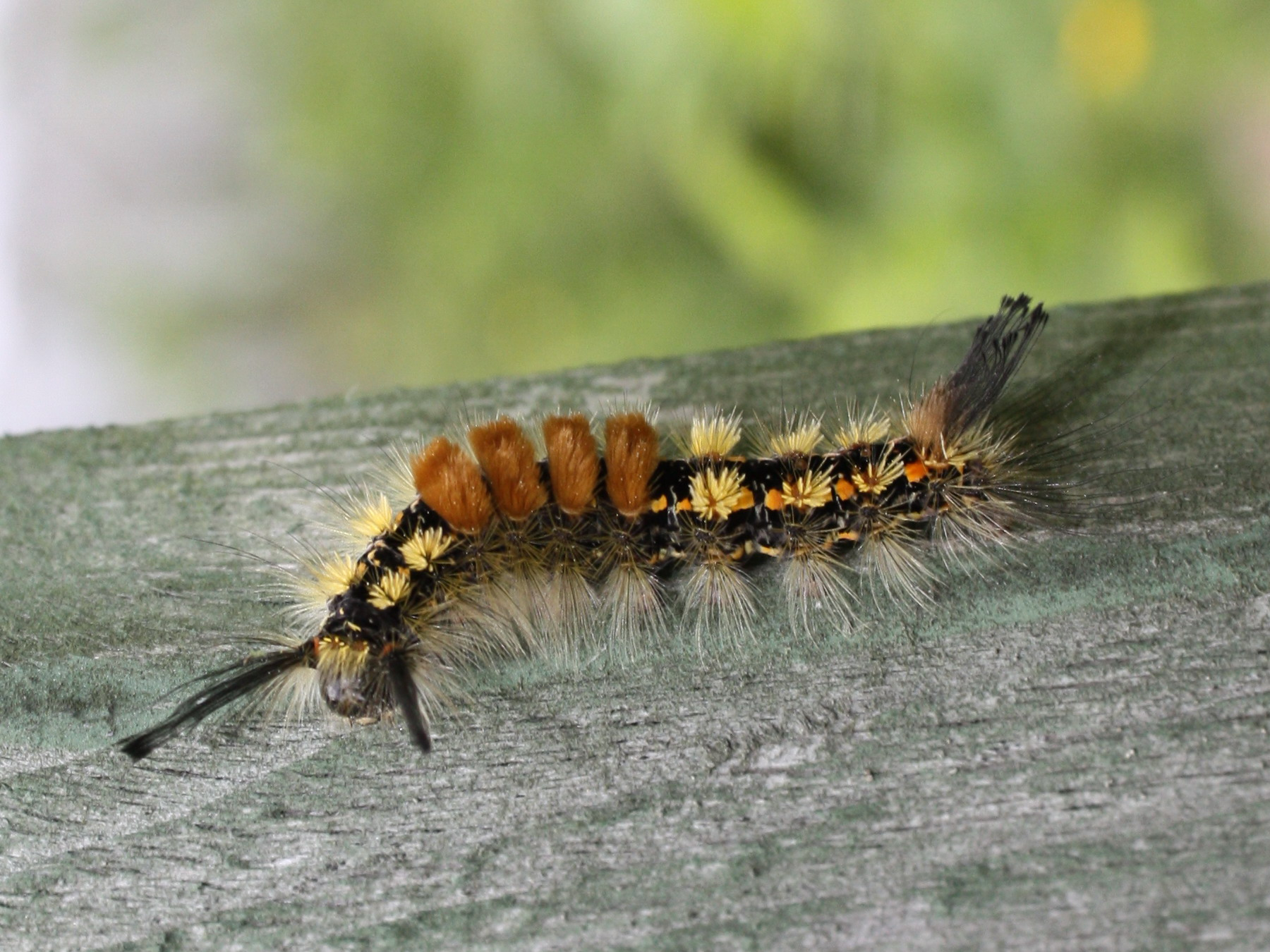
Raupe des Eckfleck-Bürstenspinners (Orgyia recens)

Der Eckfleck-Bürstenspinner (Orgyia recens) oder Eckfleck ist ein Schmetterling (Nachtfalter) aus der Unterfamilie der Trägspinner (Lymantriinae) innerhalb der Familie der Eulenfalter (Noctuidae).

## Merkmale

### Imago
Die männlichen Falter erreichen eine Flügelspannweite von 26 bis 34 Millimetern. Zwischen den beiden Geschlechtern besteht ein starker Sexualdimorphismus. Die Männchen haben normal entwickelte Flügel, die rotbraun und dunkelbraun gefleckt sind. Am Innenwinkel der Vorderflügel befindet sich ein weißer Fleck. Ein weiterer heller Fleck ist in der Flügelspitze erkennbar. Dieser ist der Hauptunterschied zum ähnlichen Schlehen-Bürstenspinner (Orgyia antiqua). Weitere Unterscheidungsmerkmale sind die insgesamt dunklere Grundfärbung und die kontrastreichere Zeichnung der Vorderflügel. Ihre Fühler sind doppelt sägekammartig.
Die Weibchen haben fast komplett zurückgebildete Flügel und einen plumpen Körper, der dem eines typischen Schmetterlings nicht entspricht. Ihre Körper sind kurz behaart und von graugelber oder graubrauner Farbe. Sie sind wesentlich größer als die ebenfalls fast flügellosen Weibchen des Schlehen-Bürstenspinners und haben kurze sägezahnartige Fühler.

### Ei
Das Ei ist rund, von weißer Farbe und besitzt einen dunklen Punkt in der Mitte.

### Raupe
Die Raupen sind auffällig gefärbt bzw. behaart. Der Körper hat eine schwarze Grundfärbung mit hellgelben Längsstreifen und roten Flecken am Halsring. Die Rückenbürsten sind ockergelb, die Haarpinsel des ersten und letzten Segments schwarz. Die weibliche Raupe ist wesentlich größer als die männliche.

### Puppe
Die Puppe ist schwarzbraun, besitzt einen ockergelben Hinterleib mit spitzem Kremaster und ist dünn braungrau behaart.

## Ähnliche Arten
- Schlehen-Bürstenspinner (Orgyia antiqua)

## Vorkommen
Die Art kommt in fast ganz Europa, außer dem hohen Norden und Teilen des Mittelmeergebietes vor. Man findet sie wesentlich seltener als den Schlehen-Bürstenspinner und trifft sie in Mischwäldern, Moorwaldungen, Parklandschaften und Obstgärten an.

## Lebensweise
Die männlichen Falter sind tagaktiv und fliegen auf der Suche nach Weibchen unstet umher. Nachdem das Weibchen aus seinem Kokon geschlüpft ist, setzt es sich auf diesen und sondert Pheromone ab, um die Männchen anzulocken. Nach der Paarung legt das Weibchen alle seine Eier direkt auf oder neben den alten Kokon und stirbt kurz darauf. Die Raupen überwintern bei einer Größe von ca. 10 Millimetern, weshalb sie auch selten gleichzeitig mit denjenigen des Schlehen-Bürstenspinners anzutreffen sind, der als Ei überwintert. Die Raupen verpuppen sich in einem weichen, eiförmigen, bräunlich gefärbten Kokon zwischen Blättern und Ästen.

### Flug- und Raupenzeiten
Die Falter fliegen überwiegend in einer Generationen im Juli und August. Unter günstigen Bedingungen kommt es gebietsweise zu einer zweiten Generation von Ende August bis September. Die Raupen findet man hauptsächlich ab September und nach der Überwinterung bis zum Juni des folgenden Jahres. Sofern eine zweite Generation auftritt, so leben deren Raupen überwiegend im Juli.

### Nahrung der Raupen
Die Raupen ernähren sich von den Blättern zahlreicher Laubbaum- und Straucharten, wie beispielsweise von Schlehdorn (Prunus spinosa), Pflaume (Prunus domestica), Himbeere (Rubus idaeus), Eiche (Quercus), Sal-Weide (Salix caprea), Hainbuche (Carpinus), Birke (Betula) und Rosen (Rosa).

## Gefährdung und Schutz
In Deutschland ist die Art nach Kategorie 2 (stark gefährdet) geschützt bzw. in einzelnen Bundesländern folgendermaßen klassifiziert: In Baden-Württemberg, Bayern, Nordrhein-Westfalen, Niedersachsen, Schleswig-Holstein und Mecklenburg-Vorpommern gemäß Kategorie 1, sowie in Rheinland-Pfalz und dem Saarland gemäß Kategorie 2.